# Пам'ятник воїнам-односельчанам (Вербень)
Пам'ятник воїнам-односельчанам — пам'ятка історії місцевого значення увіковічнює воїнів-односельчан, які загинули на фронтах Другої світової війни.

## Історія
Споруджений за рішенням загальних зборів колгоспників колгоспу «Зоря комунізму» за № 18 від 15.03.1996 р. Автор пам'ятника — скульптор О. Лебедев.

## Опис
На обеліску прямокутної форми зверху дати «1941-1945» і барельєф ордена Вітчизняної війни. Нижче барельєфне зображення трьох воїнів Радянської Армії. Під барельєфом текст:
«Вічна слава односельчанам, які загинули за свободу і незалежність радянської Батьківщини».
Згодом слово «радянської» було затерто.
Під текстом барельєф скорботної матері з дитиною. Висота обеліска — 5 м. Матеріал: бетон, цегла, цемент. На обеліску зверху встановлено хрест. Внизу на п'єдесталі 14 пам'ятних плит з переліком прізвищ та ініціалів загиблих воїнів.
- Антонюк Ф. Я. 1914—1945
- Деркач Д. І. 1918
- Довгаюк З. П. 1918
- Друзюк В. Д. 1921
- Антонюк К. К. 1907
- Душевський Ф. С. 1920
- Антонюк П. В. 1921
- Климюк А. М. 1912—1944
- Билошевич Н. А. 1918
- Климюк Т. Я. 1918
- Вознюк Ф. А. 1905—1945
- Гармай И. 1915—1944
- Вдодович А. 1916
- Коцюба Т. С. 1912—1945
- Гороховський Г. Л. 1910
- Миколаєвич М. Л. 1907
- Гороховський С. Л. 1912—1944
- Кулик Г. Т. 1915
- Гачек К. Н. 1920—1944
- Болбат Е. Г. 1920—1944
- Гогой П. 1918
- Пилипюк И. А. 1912—1944
- Боярчук К.
- Мороз Д. Р. 1915
- Рачинський Н. М.
- Голубюк В. Е. 1923—1944
- Пилипьюк Г. К.
- Пилипюк П. Т. 1920
- Шмид П. Е. 1945
- Климюк А. М. 1915—1944
- Друзюк С. Г. 1945
- Климюк И. М. 1910—1944
- Пилипюк П. М. 1915—1944
- Лущевський В. О. 1910—1944
- Омельчук М. П. 1918
- Нимчук М. К. 1915—1945
- Шмид А. А. 1920
- Наталюк М.
- Пузьо Д. С. 1918
- Тасека Т. М.
- Бакаленко Л. А. 1920—1945
- Пасечник А. Н. 1910—1944
- Пасека В. М. 1916—1945
- Романюк А. Ф.
- Пилипюк Л. В. 1945
- Душко А. М. 1908
- Пилипюк Т. А. 1897—1945
- Зозуля К. В. 1903—1945
- Рачинський Е. М. 1914—1944
- Зозуля А. Ф. 1910—1944
- Савинський М. А. 1895
- Ковальчук И. В. 1910
- Соловей З. А. 1915
- Конопко В. Ф. 1920—1945
- Соловей А. Е. 1910—1945
- Луговой В. Н. 1907
- Соловей А. С. 1911—1945
- Лисевич Р. С. 1919
- Семенюк И. А. 1917—1944
- Загорулько М. М. 1924
- Нимчук М. Л. 1924
- Дубовський Л. Ф. 1915—1944
- Пилипюк М. Ф. 1918—1944
- Папроцький Н. Л. 1918
- Турчановський Ф. А. 1916
- Шелест С. Я. 1906—1944
- Хмиль В. И. 1916—1944
- Хмиль В. И. 1906
- Семенюк А. А. 1910
- Шаула М. И. 1900—1945
- Вовчарук Г. К. 1910—1944
- Хмиль Г. К. 1914—1945
- Хмиль М. К. 1919
- Сокаловський А. А. 1913—1945
- Цихановський И. Й. 1913
- Шаула С. О.
- Шурин М. С.
- Худоба И. О. 1910—1945
- Жук И. И.
- Хом'як Ф. Л.
- Хом'як Я. С.
- Кичка И. С.
- Зозуля А. Ф.
- Шевчук М.
- Шевчук А. Д.
- Шевчук Г. Д.
- Гусарук В. А.
- Друзюк Д. М.
- Антонюк А. Ф.
- Антонюк А. П.
- Друзюк Е. П.
- Друзюк Ц. П.
- Шмид Л. В.
- Вознюк А. И.
- Нимчук Е. М.
- Нимчук Ю.
- Навратюк П.
- Кухарук К. Ф.
- Яремчук Н. Я.
- Яремчук М. Я.
- Вацко А.
- Заболотний Б. И.
- Штогрин К.
- Цихановський И.
- Нимчук Г. М.
- Садовський Ф. С.
- Шмид В.

На фронтах Другої світової війни боролися 83 жителя села Вербень. З них 55 чоловік нагороджені орденами і медалями Радянського Союзу. 28 жителів села загинули в боях за свободу і незалежність Батьківщини.